# Liga Ecuatoriana de Baloncesto
Liga Ecuatoriana de Baloncesto (abreviada LEB), es la liga de baloncesto profesional del Ecuador. Normalmente se juega en calendario de todos contra todos en los meses de junio hasta octubre, estableciéndose por primera vez una liga nacional de baloncesto en el país.

## Historia
En 2011, un grupo de dirigentes deportivos del Ecuador, liderados por Patricio Pozo y Enrique Segura; en sus afanes de levantar el nivel del Básquetbol de Ecuador, se reúnen para crear la Comisión de la Liga Ecuatoriana de Baloncesto (CLEB). La conformación de la CLEB, pretende impulsar el desarrollo pleno del baloncesto en Ecuador, de tal manera que los clubes afiliados gestionen procesos de calidad para el logro de este objetivo, además de organizar los Torneos Nacionales de Baloncesto que anteriormente los organizaba la Federación Ecuatoriana de Basquetbol.
En un país futbolizado, crear esta liga supone un verdadero reto ya que la movilización de recursos a su favor demandará un verdadero trabajo integral. Para el círculo basketbolístico y para el deporte ecuatoriano en general es de suma importancia la sostenibilidad de esta liga ya que su creación no apunta solo a conseguir objetivos deportivos de los clubes, si no a desarrollar verdaderos procesos de formación de las escuelas de base y así asegurar éxitos futuros, así como una entidad encargada de la promoción de una competencia de real jerarquía que concitara el interés del público y sirviera de apoyo a los anhelos que sustentaban los dirigentes de la Federación Ecuatoriana de Basquetbol.
Además, la Liga Ecuatoriana de Baloncesto está avalada por la Federación Ecuatoriana de Basquetbol y organizado por la Comisión de la Liga Ecuatoriana de Baloncesto (CLEB) en un nuevo formato de baloncesto de primera división, que es administrado por primera vez en la historia del deporte ecuatoriano por una Liga de baloncesto, separada de los manejos de una Federación deportiva.
Los clubes que formaron la Liga Ecuatoriana de Baloncesto fueron: 
- Club Social y Deportivo Universidad Tecnológica Equinoccial (Quito)
- Club Deportivo Mavort (Ibarra)
- Club Social, Cultural y Deportivo ESPOL (Guayaquil)
- Club Importadora Alvarado (Ambato)
- Guerreros de Jehoshua (Santo Domingo de los Colorados)
- Orense Sporting Club (Machala)
- JG Bolívar (Guaranda)
- Ranger Fluminense (Quevedo)[4]

El sistema de torneo era de todos contra todos, el cual terminada la etapa regular, los 8 clubes se jugaban los 'playoffs' el cual termina con la final de la Liga. El gran equipo de esa primera temporada fue el Mavort de Ibarra y lo hizo al ganarle la final a Espol (Guayaquil). Este equipo, es considerado como el primer campeón de la Liga Nacional del baloncesto profesional del Ecuador.

## Sistema de juego
La Liga Ecuatoriana de Baloncesto consta de tres etapas:
- La primera etapa, un torneo todos contra todos, se juegan 14 fechas, 7 de locales y 7 de visitantes. Determinará las posiciones de los equipos y los emparejamientos en los play offs.
- La segunda etapa, los play offs, se emparejarán las llaves de acuerdo a la ubicación de cada uno de los clubes al finalizar la primera etapa: el primero jugará con el octavo, el segundo con el séptimo, el tercero con el sexto, y el cuarto con el quinto, quienes -en play off al mejor de tres partidos- definirán su paso a las semifinales.
- La tercera, la final, los equipos clasificados buscarán el título del campeonato en una serie a tres juegos. El ganador de dos juegos se consagra campeón.

## Equipos participantes
La LEB incluye los siguientes equipos en la temporada 2022:
Notas:  La columna "gimnasio" refleja el estadio dónde el equipo más veces oficia de local en sus partidos, pero no indica que el equipo en cuestión sea propietario del mismo.
| Equipo                     | Ciudad    | Gimnasio                                          | Capacidad   | Fundación                | Temporadas | Ligas | Subtítulos |
| -------------------------- | --------- | ------------------------------------------------- | ----------- | ------------------------ | ---------- | ----- | ---------- |
| Emelec                     | Guayaquil | Coliseo Voltaire Paladines Polo                   | 10,000      | 28 de abril de 1929      | 1          | —     | —          |
| Punto Rojo LR              | Ibarra    | Coliseo Luis Leoro Franco                         | 5,000       | 27 de enero de 2018      | 2          | —     | —          |
| Santa María                | Machala   | Coliseo de Deportes de Machala                    | 1,800       | julio de 2001            | 1          | 1     | 0          |
| Triple E                   | Cuenca    | Coliseo Jefferson Pérez Coliseo Luis Leoro Franco | 7,000 5,000 | 1 de mayo de 2012        | 3          | —     | —          |
| Club Deportivo Valle Unido | Quito     | Coliseo Parroquial de Tumbaco                     | 5,000       | 2021                     | Debut      | —     | —          |
| Caballeros del Norte       | Tulcán    | Coliseo 19 de noviembre                           | 7,000       | 2016                     | Debut      | —     | —          |
| Guerreros del Baloncesto   | Quito     | Coliseo Parroquial de Conocoto                    | 1,500       | 2020                     | 1          | —     | —          |
| Club Deportivo Nesfebanor  | Riobamba  | Coliseo Marcos Montalvo Coliseo Severo Espinoza   | 3,000 5,000 | 2022                     | Debut      | —     | —          |
| Fuerza Manaba              | Manta     | Coliseo del Colegio Luis Arboleda Martínez        | 1,500       | 30 de septiembre de 2019 | Debut      | —     | —          |

## Listado de Campeones

### Liga Nacional de Baloncesto (1993 - 2010)
| Año          | Campeón                 | Subcampeón           |
| ------------ | ----------------------- | -------------------- |
| 1993         | Athletic Club Machala   | San Pedro Pascual    |
| 1994         | Banco Central Quito     | Importadora Alvarado |
| 1995         | Banco Central Guayaquil | Emelec               |
| No disputado |                         |                      |
| 1999         | UTE                     | ESPE                 |
| 2000         | ESPE                    | La Salle             |
| 2001         | Mavort                  | UTE                  |
| 2002         | ESPE                    | Mavort               |
| 2003         | ESPE                    | La Salle             |
| 2004         | ESPE                    | Deportivo Quevedo    |
| 2005         | ESPE                    | UTE                  |
| 2006         | ESPE                    | Espoli               |
| 2007         | Campeonato cancelado    | Campeonato cancelado |
| 2008         | Barcelona Sporting Club | ESPE                 |
| 2009         | Mavort                  | UTE                  |
| 2010         | UTE                     | ESPE                 |

### Liga Ecuatoriana de Baloncesto (2011 - actualidad)
| Temporada | Campeón                                          | Resultado                                        | Subcampeón                                       | Entrenador                                       |
| 2011      | Mavort                                           | 2-1                                              | ESPOL                                            | Patricio Ponce                                   |
| 2012      | Importadora Alvarado                             | 2-1                                              | Asociación Deportiva Naval                       | Jhon Escalante                                   |
| 2013      | CKT                                              | 3-1                                              | Guerreros de Neumane                             | Roberto Infante                                  |
| 2014      | UTE                                              | 4-2                                              | CKT                                              | Juan José Pidal                                  |
| 2015      | CKT                                              | 4-1                                              | UTE                                              | Roberto Infante                                  |
| 2016      | HR Portoviejo                                    | 2-1                                              | ICCAN Macas                                      | Jimmy Cedeño                                     |
| 2017      | ICCAN Macas                                      | 4-2                                              | Piratas de Los Lagos                             | Juan José Pidal                                  |
| 2018      | Deportivo Juvenil de Vinces                      | 2-1                                              | ICCAN Macas                                      | Mario Andriolo                                   |
| 2019      | Campeonato cancelado por problemas logisticos    | Campeonato cancelado por problemas logisticos    | Campeonato cancelado por problemas logisticos    | Campeonato cancelado por problemas logisticos    |
| 2020      | Campeonato cancelado por la Pandemia de COVID-19 | Campeonato cancelado por la Pandemia de COVID-19 | Campeonato cancelado por la Pandemia de COVID-19 | Campeonato cancelado por la Pandemia de COVID-19 |
| 2021      | Santa María                                      | 1-0                                              | CyC Portoviejo B.C.                              | Lucas Gil Russo                                  |
| 2022      | Punto Rojo LR (Ibarra)                           | 2-0                                              | Caballeros del Norte (Tulcán)                    | Fabricio Salas                                   |
| 2023      | Tungurahua Basketball Team                       | 2-0                                              | Club Valle Unido (Cumbayá)                       | Marco Freire                                     |